# Баянбулаг
Баянбулаг (монг. Баянбулаг) сомон в Баянхонгорському аймаці Монголії. Територія 3,17 тис. км²., населення 2,8 тис. чол.. Центр — селище Баянбулаг розташовано на відстані 890 км від Улан-Батора, 250 км від Баянхонгора. Школа, лікарня, культурний та торговельно-обслуговуючий центри.

## Клімат
Клімат різкоконтинентальний. Середня температура січня −20-25 градусів, липня 10+15 градусів. У середньому протягом року випадає 180–240 мм опадів.

## Рельєф
Центральну та північну частину сомону займає гірська місцевість з горами Бугат (3259 м), Гурван буут (3133 м), Іх елстий (3248 м), Бумбан хайрхан (3122 м), Тост (3171 м), хребет Шарилин (3158 м), Ямаат (2947 м), Баруун (2989 м), Тегш (2860 м), Хушиг Булган (2621 м.), хребет Даланг (2965 м). Найнжча точка 2010 м розташована в південно-західній частині. Річки Хангал, Ар, Увур, Жаргалант, Даага Бурд. Озеро Сангийн далай. Ґрунт гористий, темно-корисневий.